# Atletismo nos Jogos Olímpicos de Verão de 2020 - Decatlo masculino
O evento do decatlo masculino nos Jogos Olímpicos de Verão de 2020 ocorreu entre nos dias 4 e 5 de agosto de 2021 no Estádio Olímpico. No total, 23 atletas participaram na prova, constituída de disputas em dez modalidades em dois dias distintos: 100 metros rasos, salto em distância, arremesso de peso, salto em altura e 400 metros rasos no primeiro dia; 110 metros com barreira, lançamento de disco, salto com vara, lançamento de dardo e 1500 metros rasos no segundo dia. 

## Qualificação
Um Comitê Olímpico Nacional (CON) pode inscrever até três atletas no decatlo masculino desde que todos atendam ao padrão de inscrição ou se classificarem pelo ranking durante o período de qualificação (o limite de três está em vigor desde o Congresso Olímpico de 1930). O tempo padrão a qualificação foi de 8350 pontos. Este padrão foi "estabelecido com o único propósito de qualificar atletas com desempenhos excepcionais incapazes de se qualificar através do caminho do Ranking Mundial da IAAF". O ranking mundial, baseado na média dos cinco melhores resultados do atleta durante o período de qualificação e ponderado pela importância do evento, foi usado para qualificar os atletas até que o limite de 24 fosse alcançado.
O período de qualificação foi originalmente de 1 de janeiro de 2019 a 29 de junho de 2020. Devido à pandemia de COVID-19, este período foi suspenso de 6 de abril de 2020 a 30 de novembro de 2020, com a data de término estendida para 29 de junho de 2021. O início do período do ranking mundial a data também foi alterada de 1 de maio de 2019 para 30 de junho de 2020; os atletas que atingiram o padrão de qualificação naquela época ainda estavam qualificados, mas aqueles que usavam as classificações mundiais não seriam capazes de contar os desempenhos durante esse tempo. Os padrões de tempo de qualificação podem ser obtidos em várias competições durante o período determinado que tenham a aprovação da IAAF. Tanto competições ao ar livre quanto em recinto fechado eram elegíveis para a qualificação. Os campeonatos continentais mais recentes podem ser contados no ranking, mesmo que não durante o período de qualificação.

## Formato
O decatlo consiste em dez provas de atletismo, com um sistema que atribui pontuações para os melhores resultados em cada uma das dez disciplinas. Todos os atletas competem em todas as provas, sem rodadas eliminatórias.

## Calendário
Horário local (UTC +9)
| 4 de agosto                                                                | 5 de agosto                                                                                 |
| 9:00 19:30                                                                 | 9:00 19:00                                                                                  |
| -------------------------------------------------------------------------- | ------------------------------------------------------------------------------------------- |
| 100 metros Salto em altura Arremesso de peso Salto em distância 400 metros | 110 metros com barreiras Lançamento de disco Salto com vara Lançamento de dardo 1500 metros |

## Medalhistas
| Ouro   | CAN Damian Warner  |
| Prata  | FRA Kevin Mayer    |
| Bronze | AUS Ashley Moloney |

## Recordes
Antes desta competição, os recordes mundiais, olímpicos e regionais existentes eram os seguintes: 
| Tipo | Atleta                    | Marca | Local                 | Data                                      |
| ---- | ------------------------- | ----- | --------------------- | ----------------------------------------- |
|      | Kevin Mayer               | 9126  | Talence               | 16 de setembro de 2018                    |
|      | Roman Šebrle Ashton Eaton | 8893  | Atenas Rio de Janeiro | 24 de agosto de 2004 18 de agosto de 2016 |

### Por região
| Área                               | Pontos | Atleta         | Nação          |
| ---------------------------------- | ------ | -------------- | -------------- |
| África                             | 8521   | Larbi Bourrada | Argélia        |
| Ásia                               | 8725   | Dmitriy Karpov | Cazaquistão    |
| Europa                             | 9126   | Kevin Mayer    | França         |
| América do Norte, Central e Caribe | 9045   | Ashton Eaton   | Estados Unidos |
| Oceania                            | 8492   | Ashley Moloney | Austrália      |
| América do Sul                     | 8393   | Carlos Chinin  | Brasil         |

Durante o evento, os seguintes recordes olímpicos foram estabelecidos:
| Recorde                                                                    | Atleta             | Marca | Local  | Data                  |
| -------------------------------------------------------------------------- | ------------------ | ----- | ------ | --------------------- |
| Recorde olímpico                                                           | CAN Damian Warner  | 9018  | Tóquio | 4–5 de agosto de 2021 |
| Melhor marca olímpica dos 100 metros (empatado com a melhor marca mundial) | CAN Damian Warner  | 10.12 | Tóquio | 4 de agosto de 2021   |
| Melhor marca olímpica do salto em distância                                | CAN Damian Warner  | 8.24  | Tóquio | 4 de agosto de 2021   |
| Melhor marca olímpica dos 110 metros com barreiras                         | CAN Damian Warner  | 13.46 | Tóquio | 5 de agosto de 2021   |
| Recorde da Oceania                                                         | AUS Ashley Moloney | 8649  | Tóquio | 4–5 de agosto de 2021 |

## Resultados

### Dia 1

#### 100 metros
| Pos.         | Bateria | Atleta                  | CON                 | Tempo | Pontos | Notas                |
| ------------ | ------- | ----------------------- | ------------------- | ----- | ------ | -------------------- |
| 1            | 3       | Damian Warner           | CAN Canadá          | 10.12 | 1066   | =WDB                 |
| 2            | 3       | Ashley Moloney          | AUS Austrália       | 10.34 | 1013   | Recorde pessoal      |
| 3            | 3       | Pierce LePage           | CAN Canadá          | 10.43 | 992    |                      |
| 4            | 3       | Zach Ziemek             | USA Estados Unidos  | 10.55 | 963    | Recorde pessoal      |
| 5            | 3       | Felipe dos Santos       | BRA Brasil          | 10.58 | 956    |                      |
| 6            | 2       | Jorge Ureña             | ESP Espanha         | 10.66 | 938    | Recorde pessoal      |
| 7            | 3       | Garrett Scantling       | USA Estados Unidos  | 10.67 | 935    |                      |
| 7            | 1       | Lindon Victor           | GRN Granada         | 10.67 | 935    | Recorde da temporada |
| 9            | 1       | Kevin Mayer             | FRA França          | 10.68 | 933    | Recorde da temporada |
| 10           | 3       | Steven Bastien          | USA Estados Unidos  | 10.69 | 931    |                      |
| 11           | 3       | Paweł Wiesiołek         | POL Polônia         | 10.83 | 899    |                      |
| 12           | 2       | Martin Roe              | NOR Noruega         | 10.86 | 892    | Recorde da temporada |
| 13           | 2       | Cedric Dubler           | AUS Austrália       | 10.89 | 885    |                      |
| 14           | 2       | Ilya Shkurenyov         | ROC                 | 10.93 | 876    | Recorde da temporada |
| 15           | 1       | Johannes Erm            | EST Estônia         | 11.04 | 852    | Recorde da temporada |
| 15           | 2       | Vital Zhuk              | BLR Bielorrússia    | 11.04 | 852    |                      |
| 17           | 1       | Thomas Van der Plaetsen | BEL Bélgica         | 11.05 | 850    | Recorde da temporada |
| 18           | 1       | Adam Helcelet           | CZE República Checa | 11.06 | 847    | Recorde da temporada |
| 19           | 2       | Kai Kazmirek            | GER Alemanha        | 11.09 | 841    |                      |
| 20           | 2       | Jiří Sýkora             | CZE República Checa | 11.18 | 821    |                      |
| 21           | 1       | Niklas Kaul             | GER Alemanha        | 11.22 | 812    | Recorde da temporada |
| 22           | 2       | Karel Tilga             | EST Estônia         | 11.31 | 793    |                      |
| 23           | 1       | Maicel Uibo             | EST Estônia         | 11.32 | 791    | Recorde da temporada |
| Referências: |         |                         |                     |       |        |                      |

#### Salto em distância
| Pos.         | Grupo | Atleta                  | CON                 | #1   | #2   | #3   | Distância | Pontos | Notas                | Pontuação geral | Posição geral |
| ------------ | ----- | ----------------------- | ------------------- | ---- | ---- | ---- | --------- | ------ | -------------------- | --------------- | ------------- |
| 1            | B     | Damian Warner           | CAN Canadá          | 8.24 | x    | –    | 8.24      | 1123   | ODB                  | 2189            | 1             |
| 2            | A     | Pierce LePage           | CAN Canadá          | 7.33 | 7.65 | –    | 7.65      | 972    | Recorde da temporada | 1964            | 3             |
| 3            | B     | Ashley Moloney          | AUS Austrália       | 7.64 | 7.40 | 7.60 | 7.64      | 970    |                      | 1983            | 2             |
| 4            | B     | Ilya Shkurenyov         | ROC                 | 7.59 | x    | x    | 7.59      | 957    | Recorde da temporada | 1833            | 7             |
| 5            | A     | Kevin Mayer             | FRA França          | x    | 7.50 | 7.21 | 7.50      | 935    | Recorde da temporada | 1868            | 4             |
| 6            | A     | Kai Kazmirek            | GER Alemanha        | 6.99 | 7.48 | 7.42 | 7.48      | 930    | Recorde da temporada | 1771            | 14            |
| 7            | B     | Steven Bastien          | USA Estados Unidos  | x    | x    | 7.39 | 7.39      | 908    |                      | 1839            | 6             |
| 8            | A     | Felipe dos Santos       | BRA Brasil          | 6.99 | 7.38 | 7.33 | 7.38      | 905    | Recorde da temporada | 1861            | 5             |
| 9            | A     | Maicel Uibo             | EST Estônia         | 7.02 | 7.37 | 7.18 | 7.37      | 903    | Recorde da temporada | 1694            | 19            |
| 10           | B     | Cedric Dubler           | AUS Austrália       | 7.27 | x    | 7.36 | 7.36      | 900    |                      | 1785            | 12            |
| 10           | A     | Niklas Kaul             | GER Alemanha        | 7.26 | 7.36 | 7.07 | 7.36      | 900    | Recorde pessoal      | 1712            | 17            |
| 10           | A     | Johannes Erm            | EST Estônia         | 7.25 | 7.13 | 7.36 | 7.36      | 900    | Recorde da temporada | 1752            | 15            |
| 13           | B     | Jorge Ureña             | ESP Espanha         | 7.30 | 7.25 | x    | 7.30      | 886    |                      | 1824            | 9             |
| 13           | B     | Garrett Scantling       | USA Estados Unidos  | 7.07 | 7.30 | 7.10 | 7.30      | 886    |                      | 1821            | 10            |
| 15           | B     | Paweł Wiesiołek         | POL Polônia         | 7.27 | x    | 7.27 | 7.27      | 878    |                      | 1777            | 13            |
| 16           | A     | Lindon Victor           | GRN Granada         | x    | 7.11 | 7.24 | 7.24      | 871    |                      | 1806            | 11            |
| 17           | B     | Zach Ziemek             | USA Estados Unidos  | 7.19 | 7.20 | 7.17 | 7.20      | 862    |                      | 1825            | 8             |
| 18           | A     | Adam Helcelet           | CZE República Checa | 7.16 | 6.95 | 6.94 | 7.16      | 852    |                      | 1699            | 18            |
| 19           | A     | Jiří Sýkora             | CZE República Checa | 6.92 | 7.03 | 6.94 | 7.03      | 821    |                      | 1642            | 21            |
| 19           | B     | Martin Roe              | NOR Noruega         | x    | x    | 7.03 | 7.03      | 821    |                      | 1713            | 16            |
| 21           | A     | Vital Zhuk              | BLR Bielorrússia    | 6.93 | x    | x    | 6.93      | 797    |                      | 1649            | 20            |
| 22           | B     | Karel Tilga             | EST Estônia         | 6.77 | 6.51 | –    | 6.77      | 760    |                      | 1553            | 22            |
| –            | B     | Thomas Van der Plaetsen | BEL Bélgica         | x    | –    | –    | NM        | 0      |                      | 823             | 23            |
| Referências: |       |                         |                     |      |      |      |           |        |                      |                 |               |

#### Arremesso de peso
| Pos.         | Grupo | Atleta                  | CON                 | #1    | #2    | #3    | Distância | Pontos | Notas                | Pontuação geral | Posição geral |
| ------------ | ----- | ----------------------- | ------------------- | ----- | ----- | ----- | --------- | ------ | -------------------- | --------------- | ------------- |
| 1            | B     | Vital Zhuk              | BLR Bielorrússia    | 16.23 | 15.97 | 15.34 | 16.23     | 865    |                      | 2514            | 15            |
| 2            | B     | Garrett Scantling       | USA Estados Unidos  | 12.84 | 15.59 | x     | 15.59     | 826    |                      | 2647            | 5             |
| 3            | B     | Lindon Victor           | GRN Granada         | 14.61 | x     | 15.39 | 15.39     | 814    |                      | 2620            | 6             |
| 4            | A     | Pierce LePage           | CAN Canadá          | x     | 15.31 | x     | 15.31     | 809    | Recorde pessoal      | 2773            | 2             |
| 5            | B     | Karel Tilga             | EST Estônia         | 14.26 | 15.25 | x     | 15.25     | 805    |                      | 2358            | 22            |
| 6            | A     | Kevin Mayer             | FRA França          | 14.63 | 15.07 | x     | 15.07     | 794    | Recorde da temporada | 2662            | 4             |
| 7            | B     | Zach Ziemek             | USA Estados Unidos  | 14.18 | 14.42 | 14.99 | 14.99     | 789    | Recorde pessoal      | 2614            | 8             |
| 7            | B     | Adam Helcelet           | CZE República Checa | 14.99 | x     | x     | 14.99     | 789    |                      | 2488            | 16            |
| 9            | A     | Ilya Shkurenyov         | ROC                 | 14.09 | 14.55 | 14.95 | 14.95     | 787    | Recorde pessoal      | 2620            | 6             |
| 10           | B     | Paweł Wiesiołek         | POL Polônia         | 14.40 | 14.90 | x     | 14.90     | 784    | Recorde da temporada | 2561            | 11            |
| 11           | A     | Damian Warner           | CAN Canadá          | 14.33 | 14.29 | 14.80 | 14.80     | 777    | Recorde da temporada | 2966            | 1             |
| 12           | B     | Jiří Sýkora             | CZE República Checa | 14.63 | x     | x     | 14.63     | 767    |                      | 2409            | 21            |
| 13           | A     | Johannes Erm            | EST Estônia         | 14.07 | 14.01 | 14.60 | 14.60     | 765    | Recorde da temporada | 2517            | 14            |
| 14           | B     | Niklas Kaul             | GER Alemanha        | 14.29 | 14.50 | 14.55 | 14.55     | 762    | Recorde da temporada | 2474            | 17            |
| 15           | B     | Ashley Moloney          | AUS Austrália       | 14.04 | 14.49 | 14.24 | 14.49     | 758    |                      | 2741            | 3             |
| 16           | A     | Kai Kazmirek            | GER Alemanha        | 13.93 | 14.44 | 14.46 | 14.46     | 757    | Recorde da temporada | 2528            | 13            |
| 17           | A     | Steven Bastien          | USA Estados Unidos  | x     | 14.40 | x     | 14.40     | 753    |                      | 2592            | 10            |
| 18           | A     | Felipe dos Santos       | BRA Brasil          | 13.29 | 13.36 | 14.13 | 14.13     | 736    | Recorde da temporada | 2597            | 9             |
| 19           | B     | Martin Roe              | NOR Noruega         | x     | x     | 13.98 | 13.98     | 727    |                      | 2440            | 19            |
| 19           | A     | Jorge Ureña             | ESP Espanha         | 13.97 | 13.34 | 13.31 | 13.97     | 727    |                      | 2551            | 12            |
| 21           | B     | Maicel Uibo             | EST Estônia         | 13.95 | x     | 13.66 | 13.95     | 725    |                      | 2419            | 20            |
| 22           | A     | Cedric Dubler           | AUS Austrália       | 12.62 | 12.86 | 13.35 | 13.35     | 689    | Recorde pessoal      | 2474            | 17            |
| –            | A     | Thomas Van der Plaetsen | BEL Bélgica         |       |       |       | DNS1      |        |                      |                 |               |
| Referências: |       |                         |                     |       |       |       |           |        |                      |                 |               |

1 Van der Plaetsen foi forçado a se retirar da competição após lesionar seu tendão de aquiles durante a segunda tentativa na prova do salto em distância.

#### Salto em altura
| Pos.        | Grupo | Atleta            | CON                 | Altura | Pontos | Notas                | Pontuação geral | Posição geral |
| ----------- | ----- | ----------------- | ------------------- | ------ | ------ | -------------------- | --------------- | ------------- |
| 1           | B     | Ashley Moloney    | AUS Austrália       | 2.11   | 906    | =                    | 3647            | 2             |
| 1           | A     | Niklas Kaul       | GER Alemanha        | 2.11   | 906    | Recorde pessoal      | 3380            | 13            |
| 3           | B     | Kevin Mayer       | FRA França          | 2.08   | 878    | Recorde da temporada | 3540            | 4             |
| 4           | A     | Cedric Dubler     | AUS Austrália       | 2.05   | 850    |                      | 3324            | 15            |
| 4           | A     | Zach Ziemek       | USA Estados Unidos  | 2.05   | 850    |                      | 3464            | 5             |
| 6           | A     | Steven Bastien    | USA Estados Unidos  | 2.05   | 850    |                      | 3442            | 6             |
| 7           | A     | Jorge Ureña       | ESP Espanha         | 2.05   | 850    | Recorde da temporada | 3401            | 11            |
| 8           | A     | Kai Kazmirek      | GER Alemanha        | 2.02   | 822    |                      | 3350            | 14            |
| 8           | A     | Lindon Victor     | GRN Granada         | 2.02   | 822    |                      | 3442            | 7             |
| 8           | A     | Damian Warner     | CAN Canadá          | 2.02   | 822    |                      | 3788            | 1             |
| 11          | B     | Felipe dos Santos | BRA Brasil          | 2.02   | 822    | Recorde da temporada | 3419            | 9             |
| 12          | A     | Maicel Uibo       | EST Estônia         | 2.02   | 822    |                      | 3241            | 19            |
| 13          | A     | Karel Tilga       | EST Estônia         | 2.02   | 822    |                      | 3180            | 21            |
| 14          | B     | Paweł Wiesiołek   | POL Polônia         | 2.02   | 822    | Recorde da temporada | 3383            | 12            |
| 15          | A     | Garrett Scantling | USA Estados Unidos  | 1.99   | 794    |                      | 3441            | 8             |
| 16          | B     | Pierce LePage     | CAN Canadá          | 1.99   | 794    |                      | 3567            | 3             |
| 17          | B     | Johannes Erm      | EST Estônia         | 1.99   | 794    | Recorde da temporada | 3311            | 16            |
| 18          | B     | Ilya Shkurenyov   | ROC                 | 1.99   | 794    |                      | 3414            | 10            |
| 19          | B     | Vital Zhuk        | BLR Bielorrússia    | 1.96   | 767    |                      | 3281            | 17            |
| 19          | B     | Adam Helcelet     | CZE República Checa | 1.96   | 767    |                      | 3255            | 18            |
| 21          | B     | Martin Roe        | NOR Noruega         | 1.96   | 767    | =                    | 3207            | 20            |
| 22          | B     | Jiří Sýkora       | CZE República Checa | 1.90   | 714    |                      | 3123            | 22            |
| Referência: |       |                   |                     |        |        |                      |                 |               |

#### 400 metros
| Pos.         | Bateria | Atleta            | CON                 | Tempo | Pontos | Notas                | Pontuação geral | Posição geral |
| ------------ | ------- | ----------------- | ------------------- | ----- | ------ | -------------------- | --------------- | ------------- |
| 1            | 3       | Ashley Moloney    | AUS Austrália       | 46.29 | 994    | Recorde da temporada | 4641            | 2             |
| 2            | 3       | Pierce LePage     | CAN Canadá          | 46.92 | 962    | Recorde pessoal      | 4529            | 3             |
| 3            | 3       | Damian Warner     | CAN Canadá          | 47.48 | 934    | Recorde da temporada | 4722            | 1             |
| 4            | 3       | Steven Bastien    | USA Estados Unidos  | 47.64 | 927    | Recorde da temporada | 4369            | 4             |
| 5            | 2       | Jorge Ureña       | ESP Espanha         | 48.00 | 909    | Recorde pessoal      | 4310            | 8             |
| 6            | 3       | Kai Kazmirek      | GER Alemanha        | 48.17 | 901    |                      | 4251            | 13            |
| 7            | 3       | Paweł Wiesiołek   | POL Polônia         | 48.24 | 898    | Recorde pessoal      | 4281            | 10            |
| 8            | 1       | Johannes Erm      | EST Estônia         | 48.25 | 897    | Recorde da temporada | 4208            | 14            |
| 8            | 2       | Garrett Scantling | USA Estados Unidos  | 48.25 | 897    | Recorde pessoal      | 4338            | 6             |
| 10           | 2       | Jiří Sýkora       | CZE República Checa | 48.89 | 866    | Recorde da temporada | 3989            | 19            |
| 11           | 2       | Ilya Shkurenyov   | ROC                 | 48.98 | 862    | Recorde da temporada | 4276            | 11            |
| 12           | 3       | Cedric Dubler     | AUS Austrália       | 49.02 | 860    |                      | 4184            | 15            |
| 13           | 1       | Zach Ziemek       | USA Estados Unidos  | 49.06 | 858    | Recorde da temporada | 4322            | 7             |
| 14           | 2       | Lindon Victor     | GRN Granada         | 49.21 | 851    | Recorde da temporada | 4293            | 9             |
| 15           | 2       | Vital Zhuk        | BLR Bielorrússia    | 49.22 | 851    | Recorde da temporada | 4132            | 16            |
| 16           | 2       | Felipe dos Santos | BRA Brasil          | 49.31 | 847    |                      | 4266            | 12            |
| 17           | 1       | Adam Helcelet     | CZE República Checa | 49.41 | 842    | Recorde da temporada | 4097            | 17            |
| 18           | 1       | Kevin Mayer       | FRA França          | 50.31 | 800    | Recorde da temporada | 4340            | 5             |
| 19           | 2       | Karel Tilga       | EST Estônia         | 50.48 | 793    |                      | 3973            | 21            |
| 20           | 1       | Maicel Uibo       | EST Estônia         | 50.82 | 777    | Recorde da temporada | 4018            | 18            |
| 21           | 1       | Martin Roe        | NOR Noruega         | 50.93 | 772    |                      | 3979            | 20            |
| –            | 3       | Niklas Kaul       | GER Alemanha        | DNF   | 0      |                      | 3380            | 22            |
| Referências: |         |                   |                     |       |        |                      |                 |               |

### Dia 2

#### 110 metros com barreiras
| Pos.         | Bateria | Atleta            | CON                 | Tempo | Pontos | Notas                | Pontuação geral | Posição geral |
| ------------ | ------- | ----------------- | ------------------- | ----- | ------ | -------------------- | --------------- | ------------- |
| 1            | 3       | Damian Warner     | CAN Canadá          | 13.46 | 1045   | ODB                  | 5767            | 1             |
| 2            | 1       | Kevin Mayer       | FRA França          | 13.90 | 987    | Recorde da temporada | 5327            | 4             |
| 3            | 3       | Garrett Scantling | USA Estados Unidos  | 14.03 | 971    |                      | 5309            | 5             |
| 4            | 3       | Ashley Moloney    | AUS Austrália       | 14.08 | 964    | Recorde pessoal      | 5605            | 2             |
| 5            | 3       | Jorge Ureña       | ESP Espanha         | 14.13 | 958    |                      | 5268            | 7             |
| 6            | 2       | Adam Helcelet     | CZE República Checa | 14.35 | 930    |                      | 5027            | 15            |
| 7            | 3       | Pierce LePage     | CAN Canadá          | 14.39 | 925    |                      | 5454            | 3             |
| 8            | 3       | Steven Bastien    | USA Estados Unidos  | 14.42 | 921    |                      | 5290            | 6             |
| 9            | 2       | Ilya Shkurenyov   | ROC                 | 14.43 | 920    |                      | 5196            | 9             |
| 10           | 2       | Jiří Sýkora       | CZE República Checa | 14.48 | 913    | Recorde da temporada | 4902            | 18            |
| 11           | 1       | Zach Ziemek       | USA Estados Unidos  | 14.51 | 910    | Recorde da temporada | 5232            | 8             |
| 12           | 1       | Johannes Erm      | EST Estônia         | 14.55 | 905    | Recorde da temporada | 5113            | 14            |
| 13           | 3       | Felipe dos Santos | BRA Brasil          | 14.58 | 901    |                      | 5167            | 10            |
| 14           | 2       | Kai Kazmirek      | GER Alemanha        | 14.73 | 882    |                      | 5133            | 13            |
| 15           | 1       | Lindon Victor     | GRN Granada         | 14.83 | 870    | Recorde da temporada | 5163            | 11            |
| 15           | 2       | Maicel Uibo       | EST Estônia         | 14.83 | 870    |                      | 4888            | 19            |
| 17           | 2       | Paweł Wiesiołek   | POL Polônia         | 14.95 | 856    |                      | 5137            | 12            |
| 17           | 2       | Vital Zhuk        | BLR Bielorrússia    | 14.95 | 856    |                      | 4988            | 17            |
| 19           | 3       | Cedric Dubler     | AUS Austrália       | 15.10 | 837    |                      | 5021            | 16            |
| 20           | 1       | Martin Roe        | NOR Noruega         | 15.47 | 794    |                      | 4773            | 20            |
| 21           | 1       | Karel Tilga       | EST Estônia         | 16.10 | 722    |                      | 4695            | 21            |
| –            | 2       | Niklas Kaul       | GER Alemanha        | DNS2  |        |                      |                 |               |
| Referências: |         |                   |                     |       |        |                      |                 |               |

2 Kaul foi forçado a abandonar a competição após uma distensão muscular em seu pé nos 400 metros.

#### Lançamento de disco
| Pos.         | Grupo | Atleta            | CON                 | #1    | #2    | #3    | Distância | Pontos | Notas                | Pontuação geral | Posição geral |
| ------------ | ----- | ----------------- | ------------------- | ----- | ----- | ----- | --------- | ------ | -------------------- | --------------- | ------------- |
| 1            | B     | Jiří Sýkora       | CZE República Checa | 45.09 | 47.04 | 49.90 | 49.90     | 868    |                      | 5770            | 17            |
| 2            | B     | Lindon Victor     | GRN Granada         | 49.75 | x     | x     | 49.75     | 865    |                      | 6028            | 6             |
| 3            | B     | Damian Warner     | CAN Canadá          | 48.67 | 48.39 | 47.37 | 48.67     | 843    |                      | 6610            | 1             |
| 4            | B     | Martin Roe        | NOR Noruega         | 44.86 | 48.37 | 45.69 | 48.37     | 836    | Recorde da temporada | 5609            | 20            |
| 5            | B     | Paweł Wiesiołek   | POL Polônia         | x     | x     | 48.27 | 48.27     | 834    | Recorde da temporada | 5971            | 10            |
| 6            | B     | Kevin Mayer       | FRA França          | 46.59 | 48.08 | x     | 48.08     | 830    |                      | 6157            | 4             |
| 7            | B     | Pierce LePage     | CAN Canadá          | x     | 47.14 | 45.63 | 47.14     | 811    |                      | 6265            | 3             |
| 8            | A     | Ilya Shkurenyov   | ROC                 | 45.81 | 45.87 | 47.02 | 47.02     | 809    | Recorde da temporada | 6005            | 8             |
| 9            | A     | Vital Zhuk        | BLR Bielorrússia    | 44.11 | 43.81 | 47.01 | 47.01     | 808    | Recorde da temporada | 5796            | 16            |
| 10           | B     | Maicel Uibo       | EST Estônia         | 46.38 | x     | 44.93 | 46.38     | 795    |                      | 5683            | 19            |
| 11           | A     | Johannes Erm      | EST Estônia         | 45.72 | 44.80 | 43.94 | 45.72     | 782    | Recorde da temporada | 5895            | 12            |
| 12           | B     | Garrett Scantling | USA Estados Unidos  | 43.57 | x     | 45.46 | 45.46     | 776    |                      | 6085            | 5             |
| 13           | B     | Adam Helcelet     | CZE República Checa | 41.33 | x     | 45.40 | 45.40     | 775    |                      | 5802            | 15            |
| 14           | A     | Zach Ziemek       | USA Estados Unidos  | 44.36 | 44.87 | 44.84 | 44.87     | 764    |                      | 5996            | 9             |
| 15           | A     | Ashley Moloney    | AUS Austrália       | 43.19 | 43.29 | 44.38 | 44.38     | 754    |                      | 6359            | 2             |
| 16           | A     | Jorge Ureña       | ESP Espanha         | 41.95 | 43.70 | x     | 43.70     | 740    | Recorde pessoal      | 6008            | 7             |
| 17           | A     | Cedric Dubler     | AUS Austrália       | 43.31 | x     | 42.65 | 43.31     | 732    |                      | 5753            | 18            |
| 18           | A     | Kai Kazmirek      | GER Alemanha        | 40.69 | 40.35 | 42.70 | 42.70     | 720    |                      | 5853            | 13            |
| 19           | B     | Karel Tilga       | EST Estônia         | 41.31 | x     | x     | 41.31     | 691    |                      | 5386            | 21            |
| 20           | A     | Steven Bastien    | USA Estados Unidos  | x     | x     | 40.77 | 40.77     | 680    |                      | 5970            | 11            |
| 21           | A     | Felipe dos Santos | BRA Brasil          | 37.89 | 39.91 | 36.62 | 39.91     | 663    |                      | 5830            | 14            |
| Referências: |       |                   |                     |       |       |       |           |        |                      |                 |               |

#### Salto com vara
| Pos.         | Grupo | Atleta            | CON                 | Altura | Pontos | Notas                | Pontuação geral | Posição geral |
| ------------ | ----- | ----------------- | ------------------- | ------ | ------ | -------------------- | --------------- | ------------- |
| 1            | B     | Maicel Uibo       | EST Estônia         | 5.50   | 1067   | Recorde pessoal      | 6750            | 12            |
| 2            | B     | Zach Ziemek       | USA Estados Unidos  | 5.30   | 1004   |                      | 7000            | 6             |
| 3            | B     | Kevin Mayer       | FRA França          | 5.20   | 972    | Recorde da temporada | 7129            | 4             |
| 4            | A     | Vital Zhuk        | BLR Bielorrússia    | 5.10   | 941    | Recorde pessoal      | 6737            | 14            |
| 5            | B     | Garrett Scantling | USA Estados Unidos  | 5.10   | 941    |                      | 7026            | 5             |
| 5            | B     | Ilya Shkurenyov   | ROC                 | 5.10   | 941    | Recorde da temporada | 6946            | 7             |
| 7            | B     | Ashley Moloney    | AUS Austrália       | 5.00   | 910    |                      | 7269            | 2             |
| 8            | B     | Pierce LePage     | CAN Canadá          | 5.00   | 910    |                      | 7175            | 3             |
| 9            | A     | Jorge Ureña       | ESP Espanha         | 4.90   | 880    | Recorde da temporada | 6888            | 9             |
| 10           | A     | Lindon Victor     | GRN Granada         | 4.90   | 880    |                      | 6908            | 8             |
| 11           | A     | Damian Warner     | CAN Canadá          | 4.90   | 880    | =                    | 7490            | 1             |
| 12           | B     | Kai Kazmirek      | GER Alemanha        | 4.80   | 849    |                      | 6702            | 15            |
| 12           | B     | Paweł Wiesiołek   | POL Polônia         | 4.80   | 849    |                      | 6820            | 10            |
| 14           | A     | Martin Roe        | NOR Noruega         | 4.80   | 849    |                      | 6458            | 19            |
| 15           | A     | Johannes Erm      | EST Estônia         | 4.80   | 849    | Recorde da temporada | 6744            | 13            |
| 16           | B     | Felipe dos Santos | BRA Brasil          | 4.60   | 790    |                      | 6620            | 16            |
| 17           | A     | Steven Bastien    | USA Estados Unidos  | 4.60   | 790    |                      | 6760            | 11            |
| 17           | A     | Jiří Sýkora       | CZE República Checa | 4.60   | 790    |                      | 6560            | 18            |
| 19           | A     | Adam Helcelet     | CZE República Checa | 4.60   | 790    |                      | 6592            | 17            |
| –            | B     | Cedric Dubler     | AUS Austrália       | NM     | 0      |                      | 5763            | 20            |
| –            | A     | Karel Tilga       | EST Estônia         | NM     | 0      |                      | 5386            | 21            |
| Referências: |       |                   |                     |        |        |                      |                 |               |

#### Lançamento de dardo
| Pos.         | Grupo | Atleta            | CON                 | #1    | #2    | #3    | Distância | Pontos | Notas                | Pontuação geral | Posição geral |
| ------------ | ----- | ----------------- | ------------------- | ----- | ----- | ----- | --------- | ------ | -------------------- | --------------- | ------------- |
| 1            | A     | Karel Tilga       | EST Estônia         | 71.71 | 72.58 | 73.36 | 73.36     | 941    | Recorde pessoal      | 6327            | 21            |
| 2            | B     | Kevin Mayer       | FRA França          | 64.71 | 73.09 | –     | 73.09     | 937    | Recorde pessoal      | 8066            | 2             |
| 3            | B     | Lindon Victor     | GRN Granada         | 65.06 | 68.46 | 71.56 | 71.56     | 913    | Recorde pessoal      | 7821            | 6             |
| 4            | B     | Garrett Scantling | USA Estados Unidos  | 69.10 | x     | 68.97 | 69.10     | 876    | Recorde da temporada | 7902            | 4             |
| 5            | A     | Kai Kazmirek      | GER Alemanha        | 63.76 | 54.44 | –     | 63.76     | 795    | Recorde da temporada | 7497            | 10            |
| 6            | A     | Jiří Sýkora       | CZE República Checa | 63.73 | –     | x     | 63.73     | 794    |                      | 7354            | 15            |
| 7            | B     | Damian Warner     | CAN Canadá          | 62.35 | 63.44 | 60.42 | 63.44     | 790    | Recorde da temporada | 8280            | 1             |
| 8            | A     | Martin Roe        | NOR Noruega         | x     | 56.96 | 62.28 | 62.28     | 772    |                      | 7230            | 19            |
| 9            | A     | Adam Helcelet     | CZE República Checa | 59.61 | 60.85 | 61.54 | 61.54     | 761    |                      | 7353            | 16            |
| 10           | B     | Ilya Shkurenyov   | ROC                 | 60.38 | 60.95 | 59.82 | 60.95     | 752    | Recorde da temporada | 7698            | 8             |
| 11           | B     | Zach Ziemek       | USA Estados Unidos  | 60.14 | 58.96 | 60.44 | 60.44     | 744    | Recorde da temporada | 7744            | 7             |
| 12           | B     | Vital Zhuk        | BLR Bielorrússia    | 57.32 | 56.70 | 59.49 | 59.49     | 730    |                      | 7467            | 12            |
| 13           | A     | Cedric Dubler     | AUS Austrália       | 55.70 | 58.52 | 57.93 | 58.52     | 716    | Recorde da temporada | 6469            | 20            |
| 14           | B     | Johannes Erm      | EST Estônia         | 56.35 | x     | 58.41 | 58.41     | 714    | Recorde da temporada | 7458            | 13            |
| 15           | A     | Steven Bastien    | USA Estados Unidos  | 53.11 | 57.63 | 58.21 | 58.21     | 711    |                      | 7471            | 11            |
| 16           | A     | Pierce LePage     | CAN Canadá          | 57.14 | 53.45 | 57.24 | 57.24     | 696    | Recorde da temporada | 7871            | 5             |
| 17           | A     | Ashley Moloney    | AUS Austrália       | 56.04 | 56.72 | 57.12 | 57.12     | 695    | Recorde da temporada | 7964            | 3             |
| 18           | B     | Jorge Ureña       | ESP Espanha         | 55.82 | 54.24 | 53.12 | 55.82     | 675    |                      | 7563            | 9             |
| 19           | A     | Felipe dos Santos | BRA Brasil          | 49.86 | 53.89 | 54.56 | 54.56     | 656    |                      | 7276            | 18            |
| 20           | A     | Paweł Wiesiołek   | POL Polônia         | 50.47 | x     | 51.60 | 51.60     | 612    |                      | 7432            | 14            |
| 21           | B     | Maicel Uibo       | EST Estônia         | 50.64 | –     | –     | 50.64     | 598    |                      | 7348            | 17            |
| Referências: |       |                   |                     |       |       |       |           |        |                      |                 |               |

#### 1500 metros
| Pos.         | Atleta            | CON                 | Tempo   | Pontos | Notas                | Pontuação geral | Posição geral |
| ------------ | ----------------- | ------------------- | ------- | ------ | -------------------- | --------------- | ------------- |
| 1            | Steven Bastien    | USA Estados Unidos  | 4:26.95 | 765    |                      | 8236            | 10            |
| 2            | Jorge Ureña       | ESP Espanha         | 4:27.82 | 759    | Recorde da temporada | 8322            | 9             |
| 3            | Johannes Erm      | EST Estônia         | 4:28.42 | 755    | Recorde pessoal      | 8213            | 11            |
| 4            | Paweł Wiesiołek   | POL Polônia         | 4:30.02 | 744    |                      | 8176            | 12            |
| 5            | Damian Warner     | CAN Canadá          | 4:31.08 | 738    |                      | 9018            | 1             |
| 6            | Pierce LePage     | CAN Canadá          | 4:31.85 | 733    | Recorde pessoal      | 8604            | 5             |
| 7            | Ilya Shkurenyov   | ROC                 | 4:34.62 | 715    |                      | 8413            | 8             |
| 8            | Garrett Scantling | USA Estados Unidos  | 4:35.54 | 709    | Recorde pessoal      | 8611            | 4             |
| 9            | Karel Tilga       | EST Estônia         | 4:38.24 | 691    |                      | 7018            | 20            |
| 10           | Zach Ziemek       | USA Estados Unidos  | 4:38.38 | 691    | Recorde pessoal      | 8435            | 6             |
| 11           | Maicel Uibo       | EST Estônia         | 4:38.64 | 689    |                      | 8037            | 15            |
| 12           | Ashley Moloney    | AUS Austrália       | 4:39.19 | 685    | Recorde pessoal      | 8649            | 3             |
| 13           | Vital Zhuk        | BLR Bielorrússia    | 4:42.57 | 664    |                      | 8131            | 13            |
| 14           | Kevin Mayer       | FRA França          | 4:43.17 | 660    | Recorde da temporada | 8726            | 2             |
| 15           | Adam Helcelet     | CZE República Checa | 4:44.74 | 651    | Recorde da temporada | 8004            | 16            |
| 16           | Martin Roe        | NOR Noruega         | 4:47.58 | 633    |                      | 7863            | 19            |
| 17           | Kai Kazmirek      | GER Alemanha        | 4:48.30 | 629    |                      | 8126            | 14            |
| 18           | Felipe dos Santos | BRA Brasil          | 4:52.40 | 604    |                      | 7880            | 18            |
| 19           | Lindon Victor     | GRN Granada         | 4:54.32 | 593    | Recorde da temporada | 8414            | 7             |
| 20           | Jiří Sýkora       | CZE República Checa | 4:54.97 | 589    |                      | 7943            | 17            |
| 21           | Cedric Dubler     | AUS Austrália       | 5:03.69 | 539    |                      | 7008            | 21            |
| Referências: |                   |                     |         |        |                      |                 |               |

## Classificação geral
Legenda
      A marca mais alta está grifada em amarelo.
| Pos.              | Atleta                  | CON                 | PG     | 100 m      | SD        | AP        | SA       | 400 m     | 110 m B    | LDi       | SV        | LDa       | 1500 m      |
| ----------------- | ----------------------- | ------------------- | ------ | ---------- | --------- | --------- | -------- | --------- | ---------- | --------- | --------- | --------- | ----------- |
| Medalha de ouro   | Damian Warner           | CAN Canadá          | 9018 , | 1066 10.12 | 1123 8.24 | 777 14.80 | 822 2.02 | 934 47.48 | 1045 13.46 | 843 48.67 | 880 4.90  | 790 63.44 | 738 4:31.08 |
| Medalha de prata  | Kevin Mayer             | FRA França          | 8726   | 933 10.68  | 935 7.50  | 794 15.07 | 878 2.08 | 800 50.31 | 987 13.90  | 830 48.08 | 972 5.20  | 937 73.09 | 660 4:43.17 |
| Medalha de bronze | Ashley Moloney          | AUS Austrália       | 8649   | 1013 10.34 | 970 7.64  | 758 14.49 | 906 2.11 | 994 46.29 | 964 14.08  | 754 44.38 | 910 5.00  | 695 57.12 | 685 4:39.19 |
| 4                 | Garrett Scantling       | USA Estados Unidos  | 8611   | 935 10.67  | 886 7.30  | 826 15.59 | 794 1.99 | 897 48.25 | 971 14.03  | 776 45.46 | 941 5.10  | 876 69.10 | 709 4:35.54 |
| 5                 | Pierce LePage           | CAN Canadá          | 8604   | 992 10.43  | 972 7.65  | 809 15.31 | 794 1.99 | 962 46.92 | 925 14.39  | 811 47.14 | 910 5.00  | 696 57.24 | 733 4:31.85 |
| 6                 | Zach Ziemek             | USA Estados Unidos  | 8435   | 963 10.55  | 862 7.20  | 789 14.99 | 850 2.05 | 858 49.06 | 910 14.51  | 764 44.87 | 1004 5.30 | 744 60.44 | 691 4:38.38 |
| 7                 | Lindon Victor           | GRN Granada         | 8414   | 935 10.67  | 871 7.24  | 814 15.39 | 822 2.02 | 851 49.21 | 870 14.83  | 865 49.75 | 880 4.90  | 913 71.56 | 593 4:54.32 |
| 8                 | Ilya Shkurenyov         | ROC                 | 8413   | 876 10.93  | 957 7.59  | 787 14.95 | 794 1.99 | 862 48.98 | 920 14.43  | 809 47.02 | 941 5.10  | 752 60.95 | 715 4:34.62 |
| 9                 | Jorge Ureña             | ESP Espanha         | 8322   | 938 10.66  | 886 7.30  | 727 13.97 | 850 2.05 | 909 48.00 | 958 14.13  | 740 43.70 | 880 4.90  | 675 55.82 | 759 4:27.82 |
| 10                | Steven Bastien          | USA Estados Unidos  | 8236   | 931 10.69  | 908 7.39  | 753 14.40 | 850 2.05 | 927 47.64 | 921 14.42  | 680 40.77 | 790 4.60  | 711 58.21 | 764 4:26.95 |
| 11                | Johannes Erm            | EST Estônia         | 8213   | 852 11.04  | 900 7.36  | 765 14.60 | 794 1.99 | 897 48.25 | 905 14.55  | 782 45.72 | 849 4.80  | 714 58.41 | 755 4:28.42 |
| 12                | Paweł Wiesiołek         | POL Polônia         | 8176   | 899 10.83  | 878 7.27  | 784 14.90 | 822 2.02 | 898 48.24 | 856 14.95  | 834 48.27 | 849 4.80  | 612 51.60 | 744 4:30.02 |
| 13                | Vital Zhuk              | BLR Bielorrússia    | 8131   | 852 11.04  | 797 6.93  | 865 16.23 | 767 1.96 | 851 49.22 | 856 14.95  | 808 47.01 | 941 5.10  | 730 59.49 | 664 4:42.57 |
| 14                | Kai Kazmirek            | GER Alemanha        | 8126   | 841 11.09  | 930 7.48  | 757 14.46 | 822 2.02 | 901 48.17 | 882 14.73  | 720 42.70 | 849 4.80  | 795 63.76 | 629 4:48.30 |
| 15                | Maicel Uibo             | EST Estônia         | 8037   | 791 11.32  | 903 7.37  | 725 13.95 | 822 2.02 | 777 50.82 | 870 14.83  | 795 46.38 | 1067 5.50 | 598 50.64 | 689 4:38.64 |
| 16                | Adam Helcelet           | CZE República Checa | 8004   | 847 11.06  | 852 7.16  | 789 14.99 | 767 1.96 | 842 49.41 | 930 14.35  | 775 45.40 | 790 4.60  | 761 61.54 | 651 4:44.74 |
| 17                | Jiří Sýkora             | CZE República Checa | 7943   | 821 11.18  | 821 7.03  | 767 14.63 | 714 1.90 | 866 48.89 | 913 14.48  | 868 49.90 | 790 4.60  | 794 63.73 | 589 4:54.97 |
| 18                | Felipe dos Santos       | BRA Brasil          | 7880   | 956 10.58  | 905 7.38  | 736 14.13 | 822 2.02 | 847 49.31 | 901 14.58  | 663 39.91 | 790 4.60  | 656 54.56 | 604 4:52.40 |
| 19                | Martin Roe              | NOR Noruega         | 7863   | 892 10.86  | 821 7.03  | 727 13.98 | 767 1.96 | 772 50.93 | 794 15.47  | 836 48.37 | 849 4.80  | 772 62.28 | 633 4:47.58 |
| 20                | Karel Tilga             | EST Estônia         | 7018   | 793 11.31  | 760 6.77  | 805 15.25 | 822 2.02 | 793 50.48 | 722 16.10  | 691 41.31 | 0 NM      | 941 73.36 | 691 4:38.24 |
| 21                | Cedric Dubler           | AUS Austrália       | 7008   | 885 10.89  | 900 7.36  | 689 13.35 | 850 2.05 | 860 49.02 | 837 15.10  | 732 43.31 | 0 NM      | 716 58.52 | 539 5:03.69 |
| –                 | Niklas Kaul             | GER Alemanha        | DNF    | 812 11.22  | 900 7.36  | 762 14.55 | 906 2.11 | 0 DNF     | DNS        |           |           |           |             |
| –                 | Thomas Van der Plaetsen | BEL Bélgica         | DNF    | 850 11.05  | 0 NM      | DNS       |          |           |            |           |           |           |             |
| Referências:      |                         |                     |        |            |           |           |          |           |            |           |           |           |             |

Legenda
| Recorde mundial      | Recorde mundial (World record)               |                       | Recorde africano                      | Recorde africano (African) |                                           | Q | Classificado por posição (Qualified) |
| Recorde olímpico     | Recorde olímpico (Olympic record)            | Recorde da América    | Recorde da América (Americas)         | q                          | Classificado por melhor tempo (Qualified) |   |                                      |
| Melhor marca do ano  | Melhor marca do ano (World leading)          | Recorde asiático      | Recorde asiático (Asian)              | DNS                        | Não largou (Did not start)                |   |                                      |
| Recorde nacional     | Recorde nacional (National record)           | Recorde europeu       | Recorde europeu (European)            | DNF                        | Não terminou (Did not finish)             |   |                                      |
| Recorde pessoal      | Recorde pessoal do atleta (Personal best)    | Recorde da Oceania    | Recorde da Oceania (Oceania)          | DSQ / DQ                   | Desclassificado (Disqualified)            |   |                                      |
| Recorde da temporada | Recorde da temporada do atleta (Season best) | Recorde sul-americano | Recorde sul-americano (South America) | NM                         | Sem marca (No mark)                       |   |                                      |